# Evropsko prvenstvo v hokeju na ledu 1914
Evropsko prvenstvo v hokeju na ledu 1914 je bilo četrto Evropsko prvenstvo v hokeju na ledu, ki se je odvijalo med 25. in 27. januarjem 1914 v Berlinu, Nemčija. V konkurenci treh reprezentanc, je zlato medaljo osvojila češka reprezentanca, srebrno nemška, bronasto pa belgijska.

## Dobitniki medalj
| Zlato | Srebro   | Bron     |
| ČeškaKarel Wälzer Václav Pondělíček Jan Fleischmann František Rublič Josef Loos Karel Pešek Jaroslav Jirkovský Josef Páral Jan Palouš | Nemčija? | Belgija? |

## Tekme
| 25. januar 1914 | Češka | 9:1 | Belgija | Berlin, Nemčija |

| Poročilo tekme      | Poročilo tekme | Poročilo tekme | Poročilo tekme | Poročilo tekme |
| ------------------- | -------------- | -------------- | -------------- | -------------- |
| Začetek: ni podatka |                |                |                |                |

| 26. januar 1914 | Nemčija | 4:1 | Belgija | Berlin, Nemčija |

| Poročilo tekme      | Poročilo tekme | Poročilo tekme | Poročilo tekme | Poročilo tekme |
| ------------------- | -------------- | -------------- | -------------- | -------------- |
| Začetek: ni podatka |                |                |                |                |

| 27. januar 1914 | Nemčija | 0:2 | Češka | Berlin, Nemčija |

| Poročilo tekme      | Poročilo tekme | Poročilo tekme | Poročilo tekme | Poročilo tekme |
| ------------------- | -------------- | -------------- | -------------- | -------------- |
| Začetek: ni podatka |                |                |                |                |

### Končni vrstni red
OT-odigrane tekme, z-zmage, n-neodločeni izidi, P-porazi, DG-doseženo goli, PG-prejeti goli, GR-gol razlika, T-točke.
| #  | Reprezentanca | OT | Z | N | P | DG | PG | GR  | T |
| -- | ------------- | -- | - | - | - | -- | -- | --- | - |
| 1. | Češka         | 2  | 2 | 0 | 0 | 11 | 1  | +10 | 4 |
| 2. | Nemčija       | 2  | 1 | 0 | 1 | 4  | 3  | +1  | 2 |
| 3. | Belgija       | 2  | 0 | 0 | 2 | 2  | 13 | -11 | 0 |

Najboljši strelec
- Jaroslav Jirkovský, 7 golov